# Wildhoney
Wildhoney (česky divoký med) je čtvrté studiové album švédské kapely Tiamat. Vydáno bylo v roce 1994 hudebním vydavatelstvím Century Media Records, nahráno v dortmundském studiu Woodhouse pod producentskou taktovkou Waldemara Sorychty (který na albu také nahrál klávesy). Předcházelo mu live CD (živák) The Sleeping Beauty - Live in Israel. Chris True z Allmusic zařadil Wildhoney mezi klasiku žánru.

## Historie
Největší podíl na vzniku alba má duo hudebníků Johnny Hagel (baskytara) a Johan Edlund (vokály, kytara), kteří si pro nahrávání najali další muzikanty. Dřívější stálí členové kapely odešli, neboť dle vyjádření Johana Edlunda chtěli hrát ve stylu power metalu, zatímco Hagel+Edlung chtěli pokračovat v nastaveném pomalejším směru z předchozího alba Clouds.
Toto album tvoří určitý přelom v tvorbě kapely, je zde patrný výrazný odklon od death metalu směrem k progresivnímu stylu a psychedelic rocku (s tématy jako okultismus, LSD, příroda). Po vydání se stalo jedním z nejprodávanějších titulů Century Media Records. Ke skladbám Whatever That Hurts a Gaia vznikly videoklipy. V roce 2001 vyšla reedice společně s EP Gaia. Další reedice vyšla mj. v roce 2007.

## Seznam skladeb
1. Wildhoney – 0:52
2. Whatever That Hurts – 5:47
3. The Ar – 05:04
4. 25th Floor – 1:49
5. Gaia – 6:26
6. Visionaire – 4:19
7. Kaleidoscope – 1:19
8. Do You Dream of Me? – 5:06
9. Planets – 3:13
10. A Pocket Size Sun – 8:04

## Sestava
- John Hagel – baskytara
- Lars Sköld – bicí
- Johan Edlund – kytara, vokály
- Waldemar Sorychta – klávesy
- Magnus Sahlgren – kytara
- Birgit Zacher – vokály